# Werner Borchmann

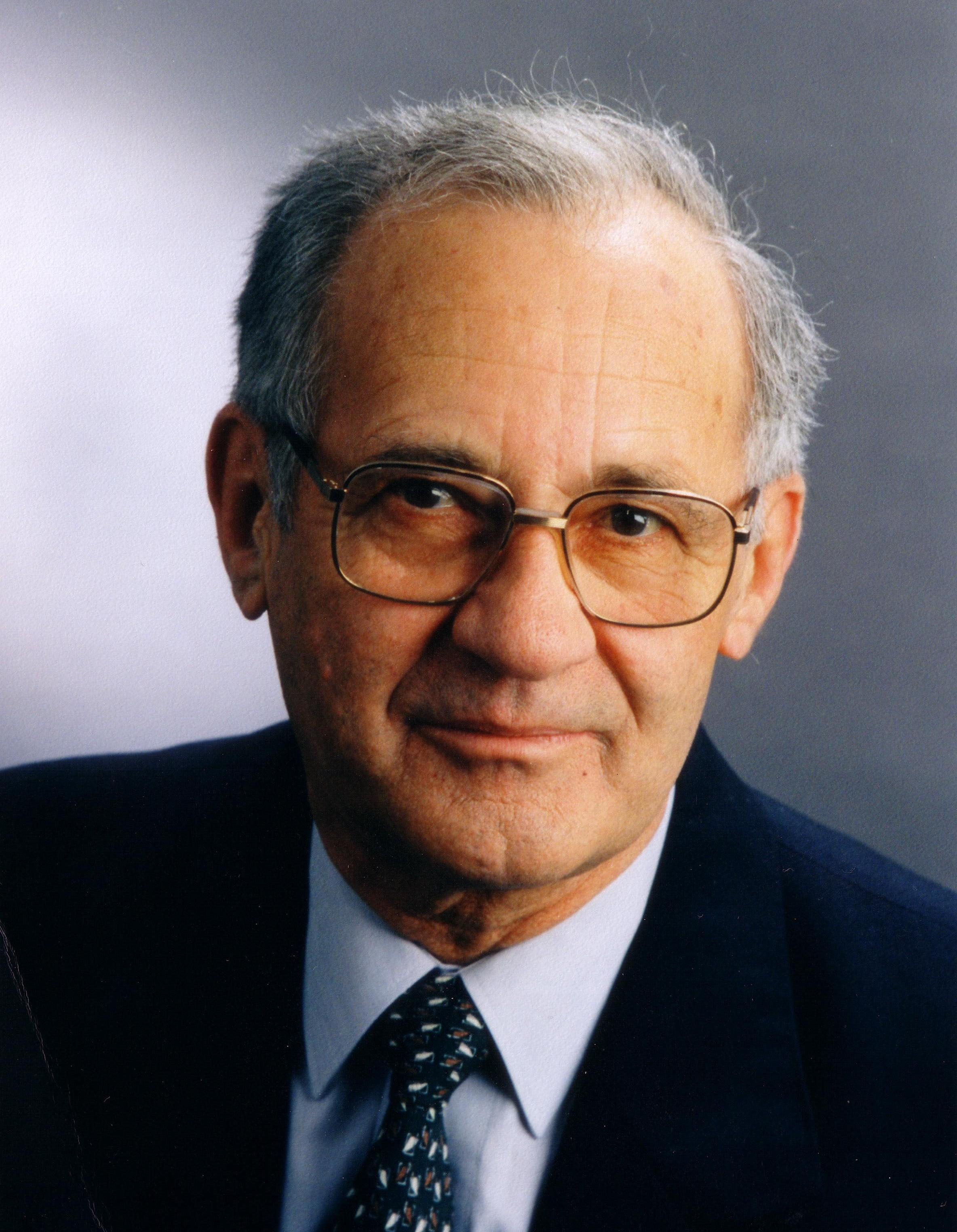
Werner Borchmann

Werner Borchmann (* 22. Februar 1928 in Markau, Kreis Treuburg (Ostpreußen); † 8. Mai 2005 in Rostock) war ein deutscher Agrikulturchemiker auf dem Gebiet der Pflanzenernährung.

## Lebensweg
Werner Borchmann wurde als Sohn des Bauern Hans Borchmann und seiner Ehefrau Ida, geb. Golinski in Markau, Kreis Treuburg (Ostpreußen), geboren. Er absolvierte nach Abschluss der Volksschule in Markau von 1942 bis 1944 eine Landwirtschaftslehre. Zunächst im elterlichen Lehrbetrieb und anschließend ab 1943 im Gutslehrbetrieb von R. Bartels, Heinrichstal, Kreis Treuburg. Hier legte er noch  vor der Vertreibung aus Ostpreußen im Jahre 1945 die Landarbeitsgehilfenprüfung ab. Nach Kriegsende war Werner Borchmann von 1945 bis 1946 als Landarbeiter bei Büdner W. Harloff, Rastow-Achterfeld, Kreis Schwerin, tätig. Von 1946 bis 1947 besuchte er die Landwirtschaftsschule Schwerin und schloss diese mit der Landwirtschaftsgehilfenprüfung ab. Danach folgte der Besuch der Fachschule für Landwirtschaft „Thünen-Institut“ in Rostock mit dem Abschluss Staatlich geprüfter Landwirt als Voraussetzung für ein Hochschulstudium. Von 1948 bis 1952 studierte Borchmann Landwirtschaft an der Landwirtschaftlichen Fakultät der Universität Rostock. Die Diplomarbeit schrieb er am Lehrstuhl Agrikulturchemie und Bodenkunde bei Kurt Nehring. Hier begann auch seine berufliche Tätigkeit. 1953 wurde Borchmann Wissenschaftlicher Abteilungsleiter an der Landwirtschaftlichen Versuchsstation Rostock. Die Promotion unter der Ägide von Kurt Nehring erfolgte 1957. 1959 kehrte er als Wahrnehmungsdozent und Leiter der Abteilung Pflanzenernährung am Institut für Agrikulturchemie und Bodenkunde an die Universität Rostock zurück. Daran schloss sich 1964 die Habilitation und die Berufung zum Dozenten an der Landwirtschaftlichen Fakultät der Universität Rostock an. 1966 wurde Werner Borchmann zum Professor mit Lehrauftrag ernannt und 1969 zum ordentlichen Professor auf den Lehrstuhl für Pflanzenernährung an der Universität Rostock berufen. Nach der Neugliederung des Institutes für Agrikulturchemie und Bodenkunde wurde Werner Borchmann 1964 zum Direktor des neu entstandenen Institutes für Pflanzenernährung an der Landwirtschaftlichen Fakultät ernannt. Diese Tätigkeit übte er bis zu seiner vorzeitigen Emeritierung aus gesundheitlichen Gründen im Jahre 1990 aus.

## Lehre und Forschung
Borchmann war über vier Jahrzehnte in der akademischen Lehre tätig. Während seiner Amtstätigkeit wurden am Lehrstuhl Pflanzenernährung und Düngung 173 Diplomarbeiten geschrieben und 23 Promotionen und 6 Habilitationen von ihm persönlich begleitet. In seiner Lehrtätigkeit begrenzte er sich nicht auf die DDR, denn ein Teil seiner Diplomanden und Doktoranden war in Polen, Kuba, Syrien und Vietnam beheimat. Borchmann selbst war darüber hinaus von Januar bis Mai 1964 an der Universität Santa Clara auf Kuba mit Lehraufgaben befasst.
Im Mittelpunkt seiner Forschungstätigkeit standen die Mikronährstoffe. Die Ergebnisse sind in 73 unveröffentlichten Berichten dokumentiert. Die in langjähriger Arbeit erzielten Ergebnisse sind national und international hoch zu werten. Borchmann war auch in der wissenschaftlichen Praxis sehr aktiv. So richtete er an der Universität Santa Clara (Kuba) ein agrikulturchemisches Laboratorium ein und befähigte die dortigen Mitarbeiter Mikronährstoffe in Pflanzen und im Boden zu bestimmen. Durch seine Forschungsaktivitäten konnten auf dem Gebiet der Mikronährstoffernährung und -düngung wesentliche Leistungen zum Ökosystem Boden-Pflanze in Deutschland erbracht werden. Sie wurden u. a. in 135 Beiträgen in wissenschaftlichen Sammelwerken, Handbüchern, wissenschaftlichen und populärwissenschaftlichen Zeitschriften veröffentlicht. Letzteres war für die praktizierenden Landwirte auch von wirtschaftlicher Bedeutung.

## Herauszustellende Forschungsleistungen
- Mikronährstoffgehalte in Futterpflanzen und deren Beeinflussung durch exogene Faktoren.
- Diagnose von Nährstoffmangel und -überschuss an landwirtschaftlichen und gärtnerischen Kulturen.
- Grundlagen zur Ermittlung der Mikronährstoffdüngebedürftigkeit der Böden und Pflanzen.
- schlag- und fruchtartenspezifische Düngungsempfehlungen für Mikronährstoffe.
- Maßnahmen zur Senkung des Mikronährstoffaufwandes je Flächeneinheit.

## Ehrungen und Auszeichnungen
- Humboldt-Medaille für hervorragende Forschungsleistungen, Berlin 1979
- Ehrenpromotion durch die Agrarwissenschaftliche Fakultät Debrecen/Ungarn 1994

## Hauptwerke (Auszug)
- Der Einfluss verschiedener Wasserversorgung auf den Mineralstoffgehalt von Grünfutterstoffen. Dissertation. Universität Rostock 1957
- Untersuchungen über den Mangan-, Kupfer- und Cobaltgehalt landwirtschaftlicher Futterpflanzen und dessen Beeinflussung durch exogene Faktoren. Habilitationsschrift. Universität Rostock 1964